# Martin Barre
Martin Barre (nascido em 17 de novembro de 1946), algumas vezes creditado como  Martin Lancelot Barre, é um guitarrista britânico, mais conhecido por seu trabalho com a banda Jethro Tull, da qual foi membro de 1969 a 2011. Ele participou de todos os álbuns do grupo, exceto This Was. No início dos anos 1990 deu início a uma carreira solo paralela a seu trabalho com o Tull. Com o final da banda em 2011, dedica-se exclusivamente a gravar e fazer turnês de sua própria banda.

## Início da carreira
Martin estudou arquitetura por três anos, não terminou seus estudos por ter sido reprovado em Espanhol e Ciência Atômica, dois assuntos que Martin achava que "pouco tinha a ver com design de construções". Após realizar um trabalho na área, Martin achou arquitetura uma "carreira chata", optando então por música.
Martin começou a tocar saxofone em 1966, em pequenas bandas. Então, quando se juntou ao grupo "Motivation", uma apresentação foi oferecida inclusive com a oportunidade de gravar um single chamado "Lady Godiva", escrito pelo então compositor da Liberty Records, Elton John. A banda mudaria seu nome para "Gethsemane", onde tocava em pubs, com Martin tocando tanto guitarra quanto flauta. Em 1968, Gethsemane tocou junto com Jethro Tull, e Martin, quando soube que estavam contratando um guitarrista, se ofereceu para preencher a vaga. Ao final do ano, ele já estava tocando com o Tull e aprendendo material daquilo que seria o segundo álbum da banda, Stand Up.

## Jethro Tull
Ver artigo principal: Jethro Tull
Martin sempre se orgulhou mais de conseguir atuar no arranjo das músicas do que necessariamente compondo-as, ganhando crédito. Os álbuns que considera com mais influências suas são Songs From The Wood, Heavy Horses e Crest of a Knave.

## Carreira solo
Sua carreira solo começou no início dos anos 1990. O primeiro álbum A Summer Band é uma apresentação ao vivo de clássicos do blues. A Trick of Memory, de 1994, conta com participações de artistas como o ex-integrante do King Crimson, Mel Collins no saxofone, e os membros da banda folk Fairport Convention Martin Allcock e Ric Sanders. Apenas em 2003 conseguiu lançar um álbum que foi divulgado com turnê, tanto nos Estados Unidos quanto no Reino Unido, Stage Left.
Em 2012, com o final das turnês do Jethro Tull, Martin reuniu uma banda para gravar o álbum ao vivo e de compilação intitulado somente de Martin Barre, a banda contava com antigos membros do Jethro Tull como Jonathan Noyce e Doane Perry além de John Mitchell, e o guitarrista francês Pat O’May.
Em 2013 e 2014 Martin, com a mesma banda, gravou dois álbuns, Away with Words e Order of Play. O primeiro conta com regravações principalmente acústicas de músicas do Jethro Tull além de algumas composições inéditas do guitarrista, o segundo conta com a banda ao vivo no estúdio, tocando praticamente o set list que ele vinha então tocando ao vivo no último ano.
Em 2015, o primeiro álbum de estúdio com maioria de faixas inéditas foi lançado pelo guitarrista. O álbum Back to Steel, foi considerado por Martin Barre um álbum de blues rock, estilo que mais o tem agradado nos últimos tempos.

## Reconhecimento
Seu trabalho de guitarra mais conhecido no álbum Aqualung inclui as músicas "Cross-Eyed Mary" e "Locomotive Breath". Seu solo de guitarra na música título "Aqualung" foi eleita pelos leitores da revista Guitar Player como um dos melhores solos de guitarra de rock de todos os tempos. Além disso, em 2007, este solo foi classificado como um dos 100 melhores solos de guitarra pela revista Guitar World. Ainda sobre "Aqualung", Martin ficou em 25º lugar nos EUA e em 20º lugar no Reino Unido sobre o melhor solo de guitarra de todos os tempos.
O líder dos Dire Straits, Mark Knopfler, em entrevista de 2005 chamou o trabalho de Barre com Ian Anderson de "mágico".
Joe Bonamassa inclui Martin Barre como uma influência direta, especialmente no blues dos primeiros álbuns. Outros guitarristas como Steve Vai, Joe Satriani e Eric Johnson também incluem Martin Barre como suas influências.
Geddy Lee, do Rush, menciona os "grandes sons de guitarra" de Martin Barre ao lembrar o álbum Thick as a Brick.

## Discografia

### Estúdio
- A Summer Band (1992)
- A Trick of Memory (1994)
- The Meeting (1996)
- Stage Left (2003)
- Away with Words (2013)
- Order of Play (2014)
- Back to Steel (2015)

### Compilação
- Martin Barre (2012) – 2 discos (disco 1 – faixas de estúdio, disco 2 – faixas ao vivo)